# Géographie émotionnelle
La géographie émotionnelle, appelée aussi géographie des émotions ou géographie du sensible, est un courant de la géographie humaine qui étudie les relations entre les humains, dans leur ressenti émotionnel, et leur espace. Ce concept émane de la géographie qualitative,.
Il ne s'agit pas de s’intéresser à une émotion en elle-même, telle la peur, l'ennui, l'anxiété, la joie, etc., mais plutôt de voir en quoi ces émotions sont constitutives de différents espaces-temps. 
Ce courant encore naissant dans la géographie francophone acquiert un succès grandissant dans la géographie anglophone et au Royaume-Uni en particulier depuis le début des années 2000, avec la notion d’emotional geographies,. Ce succès se traduit par la création d'une revue en 2007, Emotion, Space and Society, et par la tenue de plusieurs colloques internationaux depuis 2002.